# Château du Goutay
Le château du Goutay ou château du Goutet est situé à Saint-Menoux, en France.

## Localisation
Le château est situé sur le territoire de la commune de Saint-Menoux, dans le département de l'Allier, en région Auvergne-Rhône-Alpes, à 1 km au nord-est du bourg, le long de la D 58 (route d'Agonges).

## Toponyme
Le toponyme Goutet ou Goutay, fréquent dans le centre de la France, désigne une petite source (diminutif de goutte).

## Description
Le château est un logis noble à plan en L. Il comprend : un sous-sol (une cave et un cellier semi-enterré ouvrant vers les cuisines), un rez-de-chaussée, un premier étage (sauf bâtiment sud) et un comble. Au rez-de-chaussée surélevé sud, une salle, son cabinet (au nord) et ses latrines (tourelle). Dans le bâtiment nord, les cuisines (office au nord-ouest et cuisine au nord-est avec vestiges du lavabo et du four). À l'étage, une chambre et son cabinet (portes d'accès séparées). On pénètre dans le logis et l'on accède aux étages par une tour d'escalier carrée à vis de pierre située à l'angle des deux bâtiments,.

## Historique
Le château a été bâti à la fin du XVe siècle, peut-être pour l'avocat Remy Guillouët, un des rédacteurs de la coutume de Bourbonnais en 1493 et conseiller d'Anne de France,. Remy Guillouët (mort en 1647), premier avocat du roi en la sénéchaussée de Bourbonnais et siège présidial de Moulins, son arrière-petit-fils, est seigneur du Goutet. Sa fille Constance porte cette terre par mariage à une autre famille de la magistrature de Moulins, les Aubery.